# Jérôme Neuville
Jérôme Neuville (Saint-Martin-d'Hères, 15 agosto 1975) è un ex pistard ed ex ciclista su strada francese.

## Palmarès

### Pista
- 1997

Campionati francesi, Americana (con Andy Flickinger)
- 1998

1ª prova Coppa del mondo 1998, Inseguimento a squadre (Cali, con Fabien Merciris, Damien Pommereau e Andy Flickinger)
- 1999

Campionati francesi, Americana (con Andy Flickinger)
- 2001

Campionati francesi, Inseguimento individuale
Campionati del mondo, Americana (con Robert Sassone)
- 2002

Campionati del mondo, Americana (con Franck Perque)
- 2003

Campionati francesi, Inseguimento individuale
Campionati francesi, Americana (con Nicolas Reynaud)
- 2005

3ª prova Coppa del mondo 2004-2005, Scratch (Manchester)
3ª prova Coppa del mondo 2004-2005, Americana (Manchester, con Andy Flickinger)
Campionati francesi, Americana (con Laurent D'Olivier)
- 2006

Campionati del mondo, Scratch
- 2007

2ª prova Coppa del mondo 2007-2008, Americana (Pechino, con Christophe Riblon)

### Strada
- 1998 (VC Lyon-Vaulx-en-Velin, una vittoria)

Duo Normand (con Magnus Bäckstedt)

#### Altri successi
- 2000 (Crédit Agricole)

6ª tappa Tour de Normandie (Vire, cronosquadre)

## Piazzamenti

### Classiche monumento
- Giro delle Fiandre

2000: ritirato
2001: ritirato
- Parigi-Roubaix

1999: ritirato
2000: ritirato
2001: ritirato

### Competizioni mondiali
- Campionati del mondo su pista

Perth 1997 - Inseguimento individuale: 8º
Perth 1997 - Inseguimento a squadre: 3º
Bordeaux 1998 - Inseguimento a squadre: 4º
Berlino 1999 - Inseguimento a squadre: 2º
Berlino 1999 - Americana: 8º
Manchester 2000 - Inseguimento a squadre: 3º
Anversa 2001 - Inseguimento individuale: 4º
Anversa 2001 - Inseguimento a squadre: 4º
Anversa 2001 - Americana: vincitore
Copenaghen 2002 - Inseguimento individuale: 8º
Copenaghen 2002 - Scratch: 15º
Copenaghen 2002 - Inseguimento a squadre: 5º
Copenaghen 2002 - Americana: vincitore
Berlino 2003 - Inseguimento individuale: 12º
Berlino 2003 - Inseguimento a squadre: 3º
Berlino 2003 - Americana: 9º
Melbourne 2004 - Inseguimento individuale: 14º
Melbourne 2004 - Inseguimento a squadre: 10º
Melbourne 2004 - Americana: 10º
Los Angeles 2005 - Scratch: 14º
Los Angeles 2005 - Americana: 5º
Bordeaux 2006 - Scratch: vincitore
Bordeaux 2006 - Americana: 10º
Palma di Maiorca 2007 - Scratch: ritirato
Manchester 2008 - Scratch: 13º
Manchester 2008 - Americana: 7º
- Giochi olimpici

Sydney 2000 - Inseguimento a squadre: 4º
Atene 2004 - Inseguimento a squadre: 7º
Atene 2004 - Americana: ritirato
Pechino 2008 - Americana: 7º

### Competizioni europee
- Campionati europei su pista

1995 - Omnium: 2º
Valencia 1996 - Omnium: vincitore
Mosca 1997 - Omnium: vincitore